# Psalidaster fisheri
Psalidaster fisheri is een zeester uit de familie Asteriidae.
De wetenschappelijke naam van de soort werd in 2006 gepubliceerd door Donald George McKnight.